# Mängelexemplar (Roman)
Mängelexemplar ist Sarah Kuttners Erstlingsroman, erschienen im Jahr 2009. Themen des Romans sind die Depressionen und die Beziehungsprobleme der Protagonistin des Buchs, Karo Herrmann.

## Inhalt
Nachdem Karo Herrmann ihren Job verloren hat und eine langjährige Beziehung zu ihrem Freund Philipp endet, erleidet sie einen Nervenzusammenbruch. Wegen ihrer nächtlichen Angstzustände und häufigen Weinkrämpfe sucht sie eine Psychotherapeutin auf. Die Therapeutin erkennt die Wurzel ihrer Angstzustände in ihrem Umgang mit emotionalen Konflikten und Kindheitstraumata und macht ihr keine Hoffnungen auf eine kurzfristig erfolgreiche Therapie.
Die beiden vereinbaren, regelmäßige Sitzungen durchzuführen, bei denen Karo über ihre Fortschritte berichten und sich weitere therapeutische Unterstützung holen kann. Nach einer heftigen nächtlichen Angstattacke flüchtet sich Karo zu ihrer Mutter, die sie liebevoll aufnimmt. Auf den Rat der Mutter sucht sie eine Psychiaterin auf, die zwar keine typische Depression diagnostiziert, sondern nur „depressive Verstimmungen“, und ihr ein Antidepressivum verschreibt.
In den folgenden Monaten stabilisiert sich Karos psychische Situation. Unterstützt wird sie von ihrem Freund Nelson. Nelson befindet sich in einer stabilen Paarbeziehung, er wird von Karo nicht als möglicher Partner in Betracht gezogen. Als sich der Versuch, die Beziehung zu Philipp wiederzubeleben, zerschlägt und Karos Liebeskummer nachlässt, lernt sie auf einer Party David kennen. Aus dem Flirt wird eine leidenschaftliche Romanze, David macht ihr jedoch ohne Umstände klar, dass er an einer dauerhaften Beziehung nicht interessiert ist. Karo jedoch ist in ihn verliebt und beide lassen ihre Affäre vorerst weiter laufen. Als die gemeinsamen Treffen immer komplizierter werden und Davids Haltung zu Karo weiterhin unbestimmt bleibt, beendet Karo die Beziehung.
Karo erhält überraschend einen neuen Job: Sie soll mit einem Kollegen die Jahrfeier eines Kinderfernsehsenders vorbereiten und ausrichten. Die beiden verstehen sich gut und kommen einander näher. Max beendet eine längere Beziehung. Die Jahrfeier wird für beide ein Erfolg, sie verbringen erschöpft die Nacht in Karos Wohnung, aber erst am folgenden Morgen kommt es zu einer leidenschaftlichen Liebesbegegnung.
Nach neun Monaten Tabletten-Einnahme setzt Karo ihre Antidepressiva  ab. In der Beziehung zu Max sieht sie nur eine Affäre, während Max fest zu ihr hält und sie in der schweren Zeit ohne Tabletten fürsorglich begleitet.
Einen Tag vor Abreise zu einem gemeinsamen Kurztrip nach Mallorca wird Karo in ihrer Wohnung von einer Panikattacke gepackt. Die nicht zu kontrollierende Angst kehrt zurück, doch Tabletten möchte sie nicht nehmen. Sie hält sich für stark genug, die Krise selbständig durchzustehen.
Der Kurzurlaub verläuft ruhig und entspannt, es gibt keine weiteren Zwischenfälle, doch nach der Rückkehr kommt es zu einer weiteren Panikattacke und Karo greift dieses Mal zu einer starken Dosis.
Da ihre Psychiaterin im Mutterschaftsurlaub ist, nimmt sie einen Termin bei deren Vertreter wahr, der bei Karo eine schwere Depression diagnostiziert und ihr eine dauerhafte Einnahme von Psychopharmaka nahelegt. Karo sträubt sich und ihr Psychiater stellt die Frage, wieso Menschen mit psychischen Problemen nicht ebenso medizinische Hilfe in Anspruch nehmen, wie etwa bei Bluthochdruck oder Herzproblemen, wo die verordnete Medizin auch nicht hinterfragt werde. Indizien für eine Depression sieht er in Karos häufigen Weinanfällen. Er bescheinigt seiner Patientin eine gewisse Unfähigkeit, „sich selbst zu spüren“, so dass sie noch nicht einmal ihre eigene Depression bemerke. Als Ursachen für eine mögliche Traumatisierung in ihrer Kindheit vermutet Karo sexuellen Missbrauch durch einen Familienangehörigen, Schläge und wenig Liebe von einer überforderten und vermutlich depressiven Mutter sowie einen Vater, dessen Ansprüchen sie nie genügen konnte.
Karo verlässt die Praxis mit einem neuen Rezept und dem Rat, mit dem Grübeln und der „Küchentischpsychologie“ aufzuhören. Der Psychiater empfiehlt ihr, sich mit ihrem Ist-Zustand abzufinden. Karo geht auf die Empfehlung ein, beschließt, wieder die Medikamente zu nehmen und sich weniger Sorgen zu machen. Max will sie dabei unterstützen, beide sind jetzt bereit für einen „Exklusivvertrag“, d. h. für eine dauerhafte feste Beziehung. 

## Themen
Die Anwendung von Psychopharmaka als letzter Ausweg bei schweren Depressionen ist ein wichtiges Thema in diesem Roman: Offenbar günstigste Voraussetzungen in Karos persönlichem Umfeld (fürsorgliche Mutter, besorgt einspringender Vater, brüderlicher Freund, kompetente Psychotherapeutin und Psychiaterin, intakter Freundeskreis) ändern nichts an der Notwendigkeit einer medizinischen Behandlung der körperlichen Ursachen („Serotonin-Stau“, wie Karo es in ihrem Fall beschreibt) der Panikattacken bzw. der Depression mit leichten Antidepressiva. Dies wird durch die Kommentare von Karos Psychiaterin bei der Verschreibung des angstlösenden Citalopram („Sie müssen nicht durch die Hölle gehen, Frau Herrmann.“) und ihrer späteren Urlaubsvertretung unterlegt, welche die Frage aufwirft, warum eigentlich die Leute bei psychischen Problemen nicht die gleiche medizinische Hilfe in Anspruch nehmen wie etwa bei Bluthochdruck oder Herzproblemen.
An einigen Stellen wird das fast zwanghaft auftretende Kategorisieren der momentanen Partner-Beziehung von Karo beschrieben und damit die weibliche Seite bei deren Interpretation (wenn auch natürlich nicht ohne weiteres verallgemeinerbar). So stellt sie z. B. in der Anfangsphase mit David fest: „Ich möchte das Wir gerne einordnen. Sind wir ein Wir? Sind wir ein Manchmal? Ein Vielleicht?“. Sie selbst unterscheidet zwischen „verknallt sein, verliebt sein, lieben“. Wozu der eher distanzierte David bemerkt: „Ihr bescheißt euch aber immer. Ihr tut aus Selbstschutz so lange so, als wärt ihr verknallt, bis es zu spät ist. Dann bin ich der Arsch, der nicht rechtzeitig erkannt hat, dass alles in eine Richtung läuft, die ich nicht gehen will.“ Was der nach Geborgenheit und Stabilität suchenden Karo in diesem Roman unerlässlich scheint, zieht entweder eine distanzierende Reaktion wie hier von David nach sich oder auch später eine eher insgeheim abwertende von Max, der offenbar die Idee, drei Nächte pro Woche getrennt zu schlafen, damit Karo sich nicht eine Beziehung eingestehen muss, „für Quatsch hält“.
Nicht zuletzt veranschaulicht der Roman, wie sich Depressionen und Panikattacken im Alltag der Protagonistin anfühlen. Es wird verdeutlicht, dass diese scheinbar zusammenhangslosen, völlig willkürlich und unabsehbar auftretenden Krisen als klare Reaktion auf abgewehrte Kindheitstraumata gedeutet werden können. Auch hierfür werden die Ursachen in Karos Fall von der 27-Jährigen gegenüber der psychiatrischen Urlaubsvertretung direkt benannt: „1. sexueller Missbrauch durch einen nahen Familienangehörigen, 2. Haue und zu wenig Liebe von einer überforderten und vermutlich damals selbst depressiven Mutter und zu guter Letzt 3. ein Vater der mir einfach nie glaubhaft vermitteln konnte, dass ich ihm ausreiche so wie ich bin.“

## Fakten und Fiktion
Laut Autorin ist Mängelexemplar kein autobiographisches Buch. Die persönliche Erfahrung von Panikattacken habe ihr aber das Schreiben über Depressionen und Angstzustände vereinfacht.

## Verfilmung
In der 2014 gedrehten Verfilmung des Romans verkörpert Claudia Eisinger die Hauptfigur Karo. Regie führte Laura Lackmann, die auch das Drehbuch schrieb. Kinostart in Deutschland war am 12. Mai 2016.